# Pustkowie Kierzeńskie
Pustkowie Kierzeńskie – wieś w Polsce, położona w województwie wielkopolskim, w powiecie kępińskim, w gminie Kępno.
W latach 1975–1998 Pustkowie Kierzeńskie administracyjnie należało do województwa kaliskiego.
Przed 2023 r. miejscowość była częścią wsi Kierzno.